# Chlorodontopera taiwana
Chlorodontopera taiwana är en fjärilsart som beskrevs av Alfred Ernest Wileman 1911. Chlorodontopera taiwana ingår i släktet Chlorodontopera och familjen mätare. Inga underarter finns listade i Catalogue of Life.